# České Petrovice
České Petrovice település Csehországban, az Ústí nad Orlicí-i járásban. České Petrovice Klášterec nad Orlicí, Mladkov és Pastviny településekkel határos. Lakosainak száma 158 fő (2024. január 1.).

## Népesség
A település lakosságának változását az alábbi diagram mutatja:
| Lakosok száma | 869  | 657  | 467  | 208  | 172  | 145  | 154  | 156  | 152  | 158  |
|               | 1869 | 1900 | 1921 | 1961 | 1980 | 2011 | 2016 | 2019 | 2021 | 2024 |